# Водоизместващ съд
Водоизместващ съд – термин от „теория на кораба“, означаващ съд (кораб), при когото всички или по-голямата част от подемните сили се създават за сметка на изтласкването на водата (т.н. Архимедови сили).
Въведен е като противоположност на неводоизместващ съд, или съд с динамичен принцип на подем, при когото по-голямата част от подемната сила се генерира динамично – по време на неговото движение.
Строго погледнато, само неподвижния съд не потъва засметка на Архимедовите сили. Всеки съд, при своето движение създава динамични подемни сили. При водоизместващите съдове, обаче, те са много (пренебрежимо) малки. Числото на Фруд при тях е винаги по-малко от 1, в повечето случаи около 0,2÷0,3.
Повечето плавателни съдове са водоизместващи, тъй като са в пъти по-икономични. Съдове, които имат динамичен принцип на подем са: глисери, кораби на подводни криле, съдове на въздушна възглавница, екраноплани.